# Upper Iowa River
Der Upper Iowa River ist ein 251 km langer rechter Nebenfluss des Mississippi. Er entspringt nahe Mower County im Südosten des US-amerikanischen Bundesstaats Minnesota nahe der Grenze zu Iowa und setzt seinen Lauf in dessen Nordosten bis zu seiner Mündung nahe New Albin fort. Sein Einzugsgebiet beträgt etwa 2590 km2.
Er ist nicht mit dem weiter südlich fließenden Iowa River zu verwechseln, zumal er historisch gelegentlich „Iowa River“ genannt wurde. 